# Fort Oranje (Bonaire)

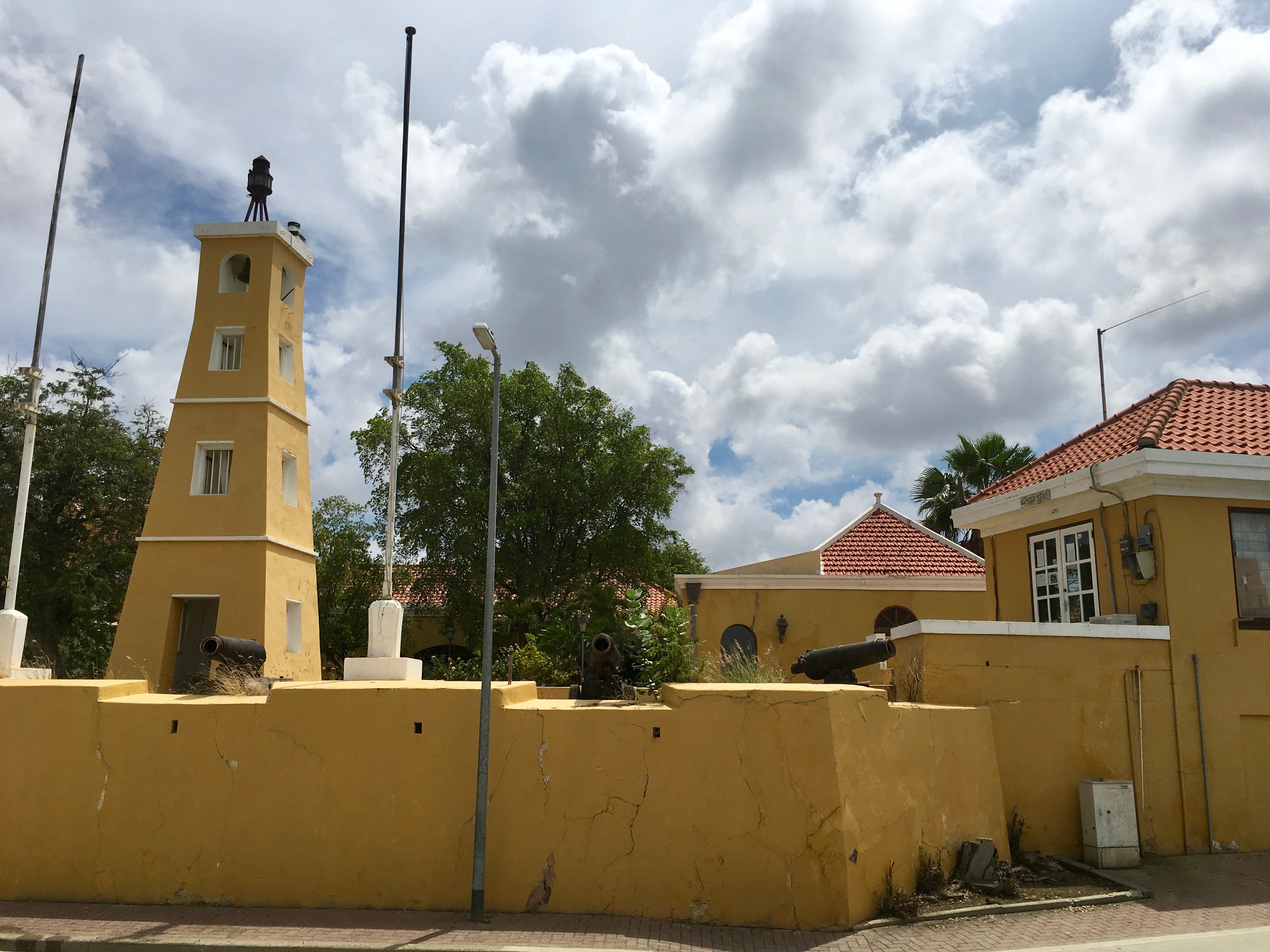
Fort Oranje (2017)

Fort Oranje is een klein fort in het centrum van Kralendijk, de hoofdstad van het eiland Bonaire in Caribisch Nederland. Het beschikt over vier kanonnen

## Geschiedenis
Fort Oranje werd in 1639 gebouwd in opdracht van de West-Indische Compagnie. Tot 1837 werd het fort daadwerkelijk als verdedigingswerk gebruikt.
In 1932 werd een toren aan het fort toegevoegd, die fungeert als vuurtoren. Deze verving een ouder houten exemplaar.
Het fort heeft in de twintigste eeuw verschillende functies vervuld, voor o.a. de brandweer en de politie. op dit moment is het Openbaar Ministerie hier gevestigd.